# Архијерејски намјесник
Архијерејски намјесник се налази на челу архијерејског намјесништва које сачињава одређени број црквених општина и парохија.

## Избор
Архијерејског намјесника поставља и разрјешава епархијски архијереј.
Архијерејски намјесник може бити оно свештено лице које: редовно је свршило вишу или средњу богословску школу, показало се ревносно у вршењу парохијске или које друге црквене службе, доброг је владања и примјерног живота, провело је најмање десет година у парохијској или неког другој црквеној служби, а ако је са вишом богословском спремом, најмање пет година.
Архијерејском намјеснику може се поставити помоћник, свештено лице, које му по потреби помаже у свим парохијским и канцеларијским пословима. Помоћника поставља и разрјешава епархијски архијереј, а помоћник има своју парохију.

## Дјелокруг
Архијерејски намјесник:
- брине се о чистоти и снажењу православне вјере, о правилном и редовном проповједању, о религиозно-моралном образовању и васпитању вјерних;
- сузбија све покрете и радње уперене против православља и интереса Цркве;
- стара се о чувању и његовању добрих обичаја и о сузбијању и искорјењивању штетних навика и порока у народу;
- настоји у свом подручју да се организују црквено-добротворне и духовно-просвјетне установе и с обзиром на мјесне прилике и потребе даје у том погледу епархијском архијереју приједлоге и мишљења;
- стара се о правилном и редовном богослужењу, као и благољепију и добром поретку у храмовима;
- стара се да се храмови снабдијевају потребним стварима и утварима, а парохијске канцеларије званичним књигама;
- пази да свештенство врши дужности и да се влада како свештенички позив захтева и да међу свештеницима влада љубав, слога и међусобна сарадња;
- уклања сваки неспоразум међу свештеницима, расправља мање несугласице међу њима и мири их, а веће доставља вишој власти;
- обилази обавезно најмање једанпут у години све парохије у свом подручју и том приликом брижљиво прегледа и контролише пастирски, вјероучитељски и административни рад парохијског свештенства, као и рад црквеноопштинских савјета и црквеноопштинских одбора и о резултату своје ревизије подноси са својим примедбама и предлозима тачан и исцрпан извјештај надлежној епархијској власти;
- по наредбама епархијске власти чини извиђаје у дисциплинским и кривичним предметима и управним пословима свештенства, парохијских канцеларија, црквеноопштинских савјета и црквеноопштинских одбора, као и појединаца;
- извршава и саопштава све одлуке, рјешења и наредбе епархијског архијереја и епархијских власти;
- мири завађене супруге и рјешава о поништају предбрачних испита;
- води старање о владању свештенства у свом намјесништву и подноси о томе годишњи извјештај надлежном архијереју;
- опомиње свештенство за повреде службене дужности;
- даје подручним свештеницима одсуства до десет дана у години о чему извјештава епархијског архијереја, а молбе за дужа одсуства спроводи са својим мишљењем епархијском архијереју;
- одређује привремене замјенике одсутним, обољелим и умрлим парохијским свештеницима до даљег наређења епархијског архијереја;
- по свом нахођењу или по жељи свештенства, а по претходном одобрењу епархијског архијереја, сазива свештенике на братске договоре на којима се расправља и договара о потребама и бољитку Цркве, пастирским дужностима, као и о томе како ће се код вјерних јачати православна вјера, религиозно-морално осјећање, међусобна љубав, родољубље, духовна просвјета и хришћанске врлине;
- подноси годишњи извјештај са својим мишљењем и приједлозима епархијском архијереју о стању цркава и црквенопастирском раду свештеника, као и о своме сопственом раду.